# Санеацу Мушанокоджи
Санеацу Мушанокоджи (на японски: 武者小路実篤(實篤; на английски: Saneatsu Mushanokoji) е японски писател-романист, драматург, поет, художник и философ. Независимо от факта, че авторът променя фамилията си на Мушакоджи (на английски: Mushakoji), той остава известен на обществеността с името Мушанокоджи.

## Произход и образование
Санеацу Мушанокоджи е осмият син на виконт Санейо Мушанокоджи, който умира, когато Санеацу е само на две години. Израснал и отгледан предимно от майка си, Санеацу е крехко и болно дете, неспособно да се състезава във физическите дейности в училището „Gakushuin Peers' Schoo“. За да компенсира тези свои недостатъци, той развива уменията си в областта на литературата, към която изпитва изявен интерес.
През времето си в това училище той става приятел с Наоя Шига, след което Санеацу Мушанокоджи се записа в Социологическия отдел на Токийския имперски университет, но не се дипломира. През 1907 г. той формира литературната група с Киношита Риген, Наоя Шига, Аришама Такео и Огимачи Кинказу, назовавайки я „Джуйокакай“ (на японски: 正 親 町 公 和 Клуб на четиринадесетия ден). Тази група по-късно еволюира в литературния кръг „Ширакаба“ (Бялата бреза) и издава едноименно списание, в което през 1910 г. Санеацу Мушанокоджи започва да публикува своите първи статии.

## Литературна биография
Като ключов член на „Shirakaba“, през 1910 г. Санеацу Мушанокоджи публикува в своето списание статиите „Омедетаки Хито“ и „Секен ширазу“. През 1912 г. чрез публикациите му в „Ширакаба“ той започва да се отдалечава от идеала на Лев Толстой за саможертвата, и насърчава читателите към философията на хуманизма като алтернатива на популярната тогава форма на натурализма. Неговият хуманизъм е заимстван в някои елементи от натурализма, но той по принцип вярва, че човечеството контролира собствената си съдба чрез утвърждаването на волята, докато естествените тенденции виждат индивида като безсилен и отчаян срещу сили извън личния контрол.
С избухването на Първата световна война Санеацу Мушанокоджи отново се обръща към идеологията на Лев Толстой за вдъхновение и за по-нататъшното развитие на неговата хуманитарна философия. През това време в 1915 г. той публикува пиесата „Соно имото“ (на японски: その妹 Негова сестра), в която развива като основна тема изборът между любовта към себе си и любовта към човечеството. Така той променя своите виждания в такива, подобни на тези с Шига Наоя и Янаги Соецу.
През 1918 г. Санеацу Мушанокоджи прави следващата стъпка в развитието на философията си като се премества в подножието на планината Миядзаки в Кюшу, където създава социалистическата комуна „Aтарашики-мура“, следвайки идеологическите линиите на Толстой. Скоро след това през 1919 г. той публикува „Kofukumono“, роман представящ своеобразно представяне на образа на идеалния човек. През 1920 г. Санеацу Мушанокоджи написва романа „Friendship“ изобразявайки победата на хуманизма над егото. Неговият идеализъм се появява в неговия автобиографичен роман „Aru otoko“ през 1923 г. а също и в пиесата „Ningen banzai“ от 1922 г.
Като високо признат общественик Санеацу Мушанокоджи публикува и свое собствено литературно списание „Atarashiki-mura“ през 20-те години на миналия век, където той е доста плодотворен с литературните си произведения. Въпреки това Санеацу Мушанокоджи се уморява от социални експерименти, напусна селото през 1926 г. и бива принуден да се премести в префектура Сайтама през 1939 г.
След земетресението в „Great Kantō earthquake“ през 1923 г. Санеацу Мушанокоджи се завръща в Токио, за да открие самостоятелна изложба в една художествена галерия и започва да продава собствените си картини, с която доказва на обществото своеобразието на таланта си. Публикуването на списание „Shirakaba“ бива спряно след земетресението, но Санеацу Мушанокоджи продължава да публикува в литературното списание „Fuji“ заедно с писателя и драматург Нагайо Йоширо. През този период той насочва вниманието си към написването на исторически романи или биографични романи, като например „Ninomiya Sontoku“, роман философски описващ живота на един фермерския технологичен техник от 19 век.
През 30-те и 40-те години Санеацу Мушанокоджи избледнява от литературния свят и окуражен от по-големия си брат Кинтомо Мушанокоджи, който е посланик на Япония в нацистка Германия, той пътува из цяла Европа през 1936 г. През 1946 г. Санеацу Мушанокоджи е освободен от заеманите от него публични длъжности заради публикуването на „Dai Toa Senso Shikan“, където той изказва свои лични мисли за Голямата война в Източна Азия, подкрепяйки действията на японското правителство през Втората световна война.
Санеацу Мушанокоджи прави своето литературно завръщане с романа си „Shinri sensei“ през 1949 – 1950 г. Той получава наградата за култура през 1951 г. и става член на Японската художествена академия през 1952 г.
Умира от уремия на 9 април 1976 г. в Токио, доживявайки до 90-годишна възраст. Погребан е в град Хачиоджи, близо до Токио. Домът, в който е живял от 1955 г. до 1976 г., е превърнат в музей.